# Motta di Livenza
Motta di Livenza är en ort och kommun i provinsen Treviso i regionen Veneto i Italien. Kommunen hade 10 775 invånare (2018).